# Styków (Podkarpatské vojvodství)
Styków je vesnice v Polsku, v gmině Głogów Małopolski v okrese Řešov v Podkarpatském vojvodství. Leží v Sandoměřské pánvi v údolí řeky Łęg. Nachází se 17 km od města Řešova v oblasti obklopené lesy.
V roce 2011 zde žilo 845 obyvatel.